# كازوهيرو جويا
كازوهيرو جويا (باليابانية: 合谷和弘) هو لاعب اتحاد الرغبي ياباني، ولد في 21 أبريل 1993.

## وصلات خارجية
- كازوهيرو جويا على موقع أوليمبيديا (الإنجليزية)